# Мебус, Пауль
Па́уль Ме́бус (нем. Paul Mebus; 9 июня 1920 — 11 декабря 1993 в Дюссельдорф-Бенрате) — немецкий футболист, полузащитник сборной ФРГ, чемпион мира 1954 года.

## Биография
В 17 лет Мебус начал карьеру футболиста в клубе «Бенратер», который позже был переименован в «Бенрат 06». Он был воспитанником этой команды, которую основали его отец и дядя ещё в 1906 году. Полностью посвятить себя футболу Мебусу удалось лишь после окончания Второй мировой войны, где он воевал 4 года. В 1945 году в госпитале города Луккенвальде он познакомился со своей будущей женой Мартой. Он женился на ней в конце 1946 года. У них было двое сыновей — Аксель и Марио.
В «Бенрате» Пауль выступал до 1951 года, когда ему поступило предложение от футбольного клуба «Кёльн».
В «Кёльне» Мебус стал одним из лучших игроков Западной Германии в 1950-е годы. Здесь полностью раскрылся его разносторонний талант футболиста. Он действовал на позиции полузащитника, но не гнушался переходить и в линию нападения в качестве инсайда. В Оберлиге Вест Мебус до окончания карьеры провёл 91 матч, в которых отметился лишь одним забитым голом. Также он провёл 8 игр в финальных матчах чемпионата Германии, 1 матч в Кубке Германии (1 гол) и 4 — в Кубке Запада ФРГ (Кубок Оберлиги Вест). В 1954 году помог «Кёльну» стать чемпионом Оберлиги Вест, в которой принимали участие все лучшие команды Северного Рейна — Вестфалии.
Несмотря на хорошую технику и талант, Мебусу не удалось стать лидером в сборной ФРГ. За национальную сборную он выступал с 1951 по 1954 год. Как правило, действовал на позиции левого полу-бека, где была острая конкуренция с Карлом Маем. Последний, как правило, эту конкуренцию выигрывал. В 1954 году он стал чемпионом мира, проведя лишь один матч на турнире, проигранном венграм со счётом 3:8. После той игры Зепп Хербергер застал Мебуса поющим в душе и больше тренер германской сборной не вызывал Пауля в национальную команду. Также Мебус провёл два матча за вторую сборную ФРГ. Всего за сборную ФРГ Мебус провёл 6 матчей.
После окончания карьеры футболиста в 1956 году, Мебус работал тренером в различных любительских командах. В 1960-е возглавлял «Тройсдорф» (de:SSV Troisdorf 05) и «Ойскирхен» (нем. SC Euskirche). В 1970-е годы работал с «Тура Хеннеф» (нем. TuRa Hennef; de:FC Hennef 05), «Хёенхаусом» (нем. TuS Höhenhaus) и «Айторфом» (нем. SV Eitorf 09). Умер в 1993 году от лейкемии. Марта ухаживала за ним до последнего дня, несмотря на то, что они развелись ещё в 1963 году из-за чрезмерного пристрастия Пауля к алкоголю.

## Достижения
- Чемпион мира: 1954
- Чемпион Оберлиги Вест (1): 1953/1954
- Вице-чемпион Оберлиги Вест (1): 1952/1953
- Финалист Кубка ФРГ (1): 1953/1954